# Gentasari
Gentasari is een bestuurslaag in het regentschap Cilacap van de provincie Midden-Java, Indonesië. Gentasari telt 10.971 inwoners (volkstelling 2010).